# Крайній нападник (хокей із шайбою)
Крайній нападник (англ. winger) — ігрове амплуа нападника в хокеї. Майстер завершення атак, гравець з відмінною технікою. Крайній нападник може бути, як правий так і лівий, за місцем розташування гравця під час атакувальних дій.

## Крайній нападник
При обороні крайні нападники опікуються гравцем у своїй зоні та сміливо лягають під шайбу при кидках захисників суперника в зоні оборони. На роль крайніх нападників відбирають хлопців з бійцівським характером, з підвищеною агресивністю.
Найкращими крайніми нападниками в історії хокею є — Горді Хоу, Валерій Харламов, Сергій Макаров, Ілля Ковальчук, Олександр Овечкін, Яромир Ягр і багато інших.